# Centrum Kultury 105 w Koszalinie

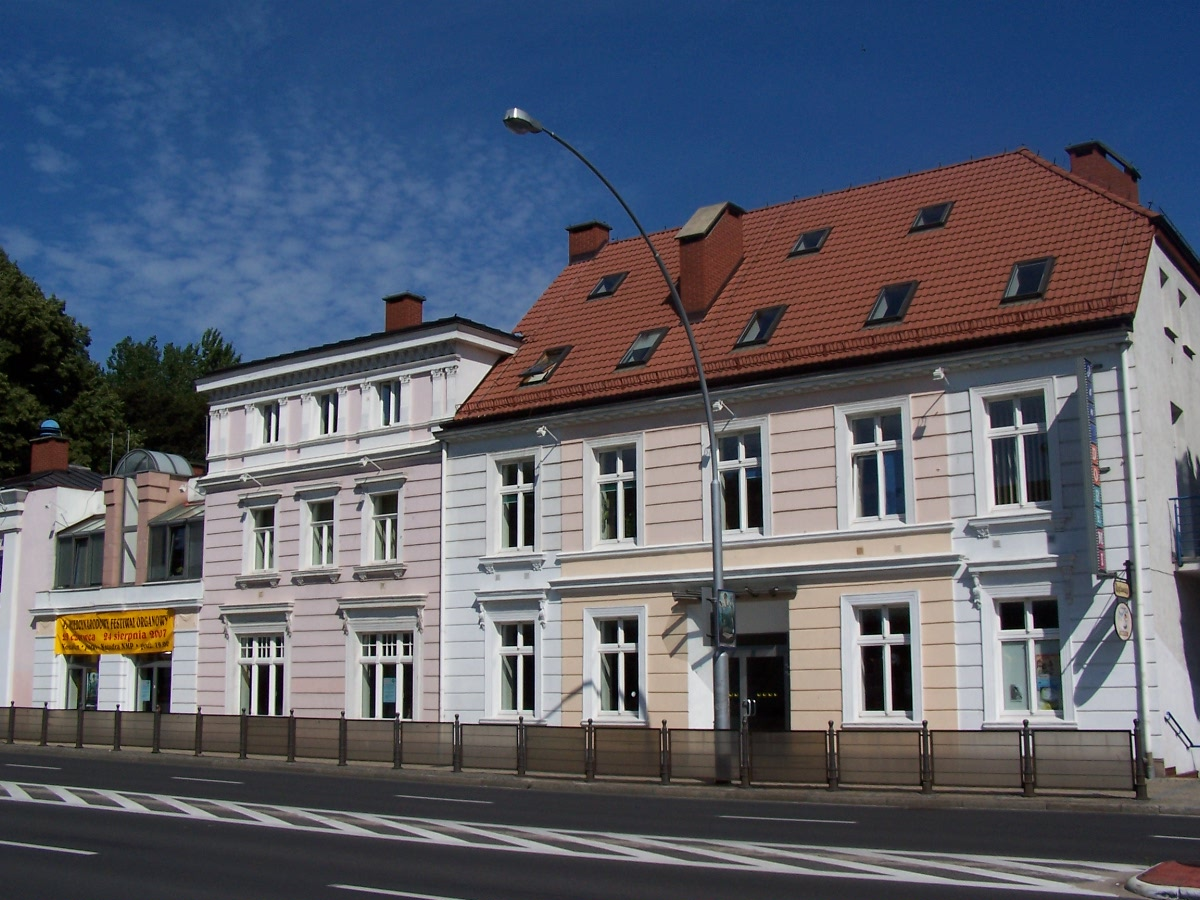
Centrum Kultury 105 w Koszalinie

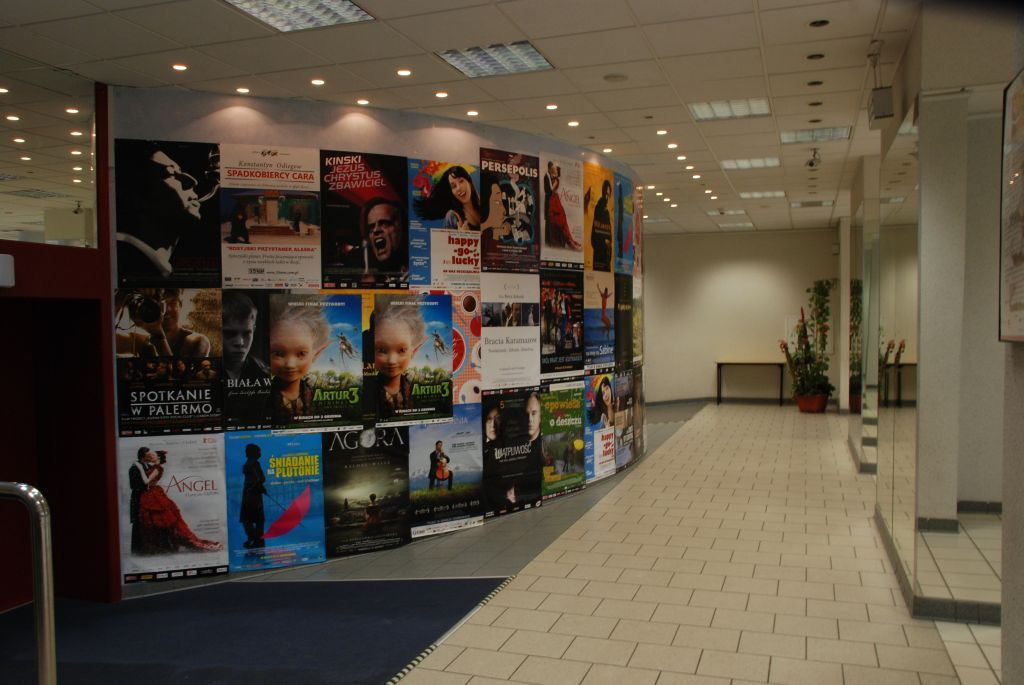
Hol sali widowiskowej CK105

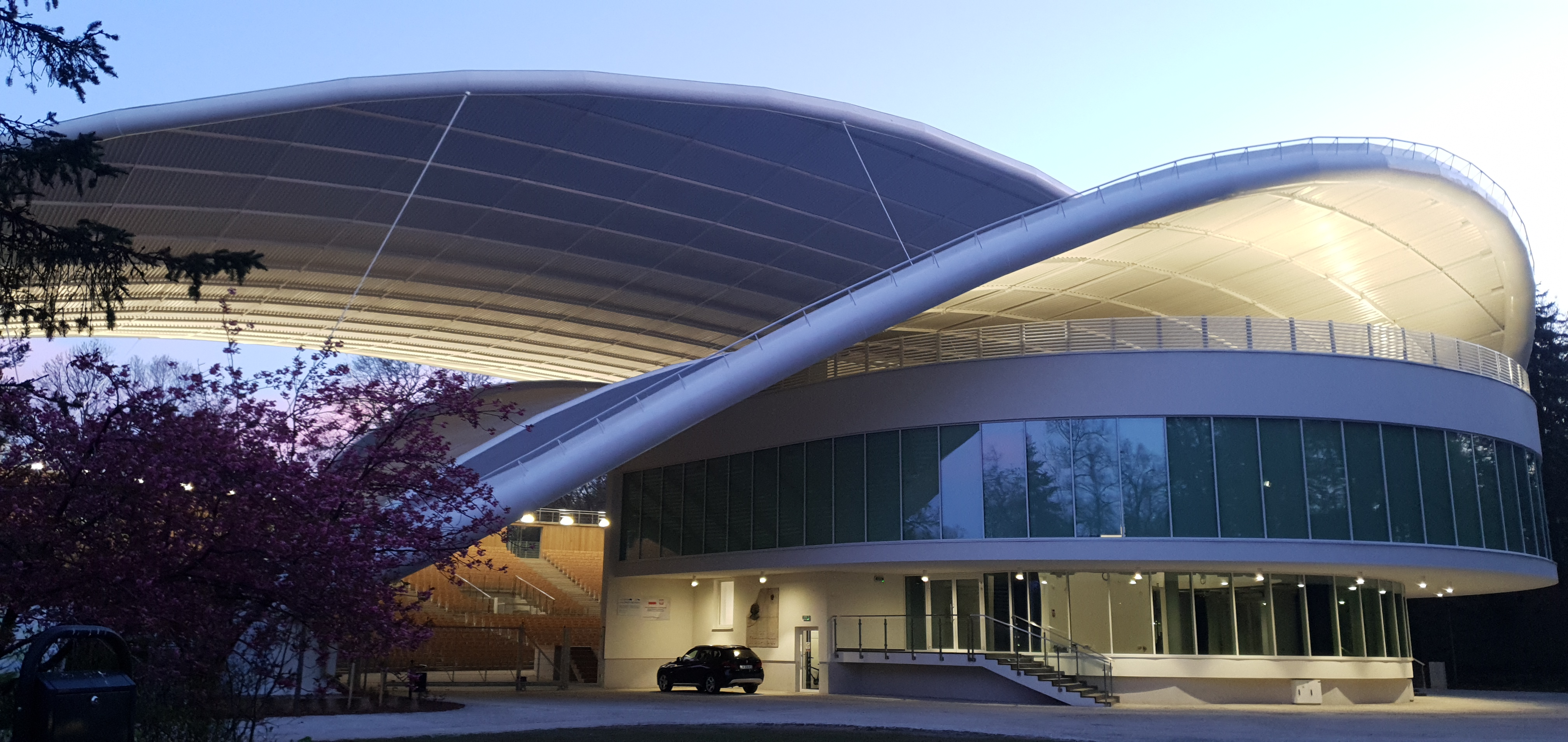
Amfiteatr

Centrum Kultury 105 w Koszalinie zostało powołane w dniu 1 stycznia 1976 r. pod nazwą: Miejski Ośrodek Kultury decyzją ówczesnego Prezydenta Koszalina Bernarda Kokowskiego. Początkowo struktura organizacyjna była skromna, tworzyły ją cztery działy: upowszechnianie wiedzy i amatorskiej twórczości artystycznej, sekcja organizacji imprez, Dział organizacyjno – gospodarczy i sekcja finansowo-księgowa. W trakcie rozwijania się placówki rosła liczba działających w niej zespołów.
Obecnie CK 105 jest jednostką kulturalną, mieszczącą się przy ulicy Zwycięstwa 105 w Koszalinie. Pole działania instytucji obejmuje realizację i prezentację projektów artystycznych, pracę warsztatową oraz działania w zakresie edukacji i upowszechniania kultury. W jej ofercie znajdują się m.in. zajęcia artystyczne, koncerty, nagrania studyjne, wystawy, imprezy plenerowe.
Dysponuje lokalami : budynkiem głównym z salą widowiskową, Bałtycką Galerią Sztuki, kinem Kryterium, amfiteatrem, zabytkowym Domkiem Kata. Dyrektorem jest obecnie Paweł Strojek, a Zastępcą Dyrektora – Monika Modła.